# کاوش پلوتون

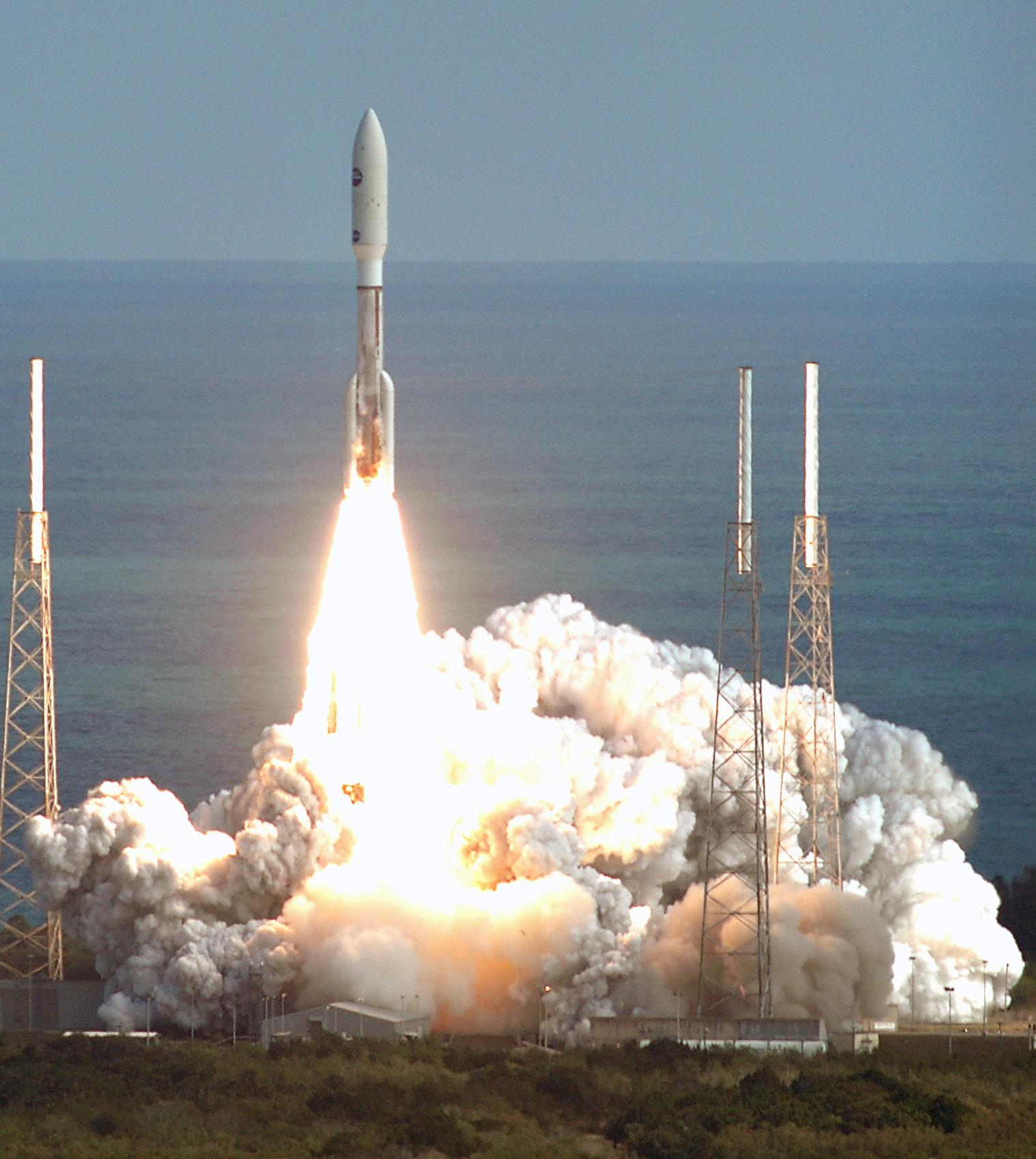
کاوشگر نیو هورایزنز

کاوش پلوتون با رسیدن کاوشگر نیو هورایزنز در ژوئیه ۲۰۱۵ آغاز گشت؛ گرچه، پیشنهادهایی برای اینطور مأموریتی برای چندین دهه مورد بررسی قرار گرفته بود.